# Naples, Maine
Naples är en kommun i Cumberland County i delstaten Maine, USA.